# 4701 Milani
4701 Milani este un asteroid din centura principală, descoperit pe 6 noiembrie 1986 de Edward Bowell.